# Ийи-Тал (сумон)
Сумон Ийи-Тал — сельское поселение в Улуг-Хемском кожууне Тывы Российской Федерации.
Административный центр — село Ийи-Тал.

## История
Статус и границы сельского поселения установлены Законом Республики Тыва от 24 декабря 2010 года N 268 ВХ-I «О статусе муниципальных образований Республики Тыва».

## Население
| 2017 | 2018 |
| ---- | ---- |
| 616  | ↗637 |

## Состав сельского поселения
| № | Населённый пункт | Тип населённого пункта       | Население |
| - | ---------------- | ---------------------------- | --------- |
| 1 | Ийи-Тал          | село, административный центр | ↘618      |